# Scapastathes violaceipennis
Scapastathes violaceipennis är en skalbaggsart som beskrevs av Stefan von Breuning 1956. Scapastathes violaceipennis ingår i släktet Scapastathes och familjen långhorningar. Inga underarter finns listade i Catalogue of Life.